# ハンナ・モンタナ ザ・コンサート 3D
『ハンナ・モンタナ ザ・コンサート3D』（Hannah Montana & Miley Cyrus: Best of Both Worlds Concert）は、2008年に公開されたアメリカ合衆国のコンサート映画である。この映画の配給はウォルト・ディズニー・スタジオ・モーション・ピクチャーズで、ディズニーデジタル3-Dが使用されている。
この映画は2008年2月1日にアメリカ合衆国で公開されて以来、数多くの国々で公開された。2008年7月26日にはアメリカのディズニー・チャンネルで映画版より20分長く放送された。

## 内容
主にユタ州ソルトレイクシティで行われた、ベスト・オブ・ボス・ワールド・コンサート模様が映されている。コンサートだけではなく、舞台裏も映されている。

## キャスト
- マイリー・サイラス：本人役/ハンナ・モンタナ
- ジョナス・ブラザーズ：本人役
- ケニー・オルテガ：本人役
- ビリー・レイ・サイラス：本人役

## 各国の公開日
- アメリカ合衆国、 南アフリカ共和国: 2008年2月1日
- メキシコ : 2008年2月29日
- イギリス : 2008年3月14日
- オーストラリア : 2008年3月20日
- ドイツ : 2008年4月10日
- ブラジル : 2008年4月25日
- フランス : 2008年6月11日
- イタリア : 2008年6月20日
- アルゼンチン : 2008年9月4日
- 日本 : 2009年5月16日

## 興行収入
アメリカでは3D映画がオープニングで、$8,651,758を収入した。

## セッティング

### オープニング
1. "We Got the Party"

### ハンナ・モンタナ
1. "Rock Star"
2. "Life's What You Make It"
3. "Just Like You"
4. "Nobody's Perfect"
5. "Pumpin' Up the Party"
6. "I Got Nerve"
7. "We Got the Party" (ジョナス・ブラザーズ共演)

### ジョナス・ブラザーズ
1. "When You Look Me in the Eyes"
2. "Year 3000"

### マイリー・サイラス
1. "Start All Over"
2. "See You Again"
3. "Let's Dance"
4. "Right Here"
5. "I Miss You"
6. "G.N.O." (Girl's Night Out)
7. "The Best of Both Worlds"

### エンディング
1. "If We Were A Movie"